# Município de Monroe (condado de Guernsey, Ohio)
O município de Monroe (em inglês: Monroe Township) é um município localizado no condado de Guernsey no estado estadounidense de Ohio. No ano de 2010 tinha uma população de 747 habitantes e uma densidade populacional de 11,47 pessoas por km².

## Geografia
O município de Monroe encontra-se localizado nas coordenadas 40° 10′ 28″ N, 81° 28′ 54″ O. Segundo a Departamento do Censo dos Estados Unidos, o município tem uma superfície total de 65.1 km², da qual 64,66 km² correspondem a terra firme e (0,68 %) 0,44 km² é água.

## Demografia
Segundo o censo de 2010, tinha 747 pessoas residindo no município de Monroe. A densidade populacional era de 11,47 hab./km². Dos 747 habitantes, o município de Monroe estava composto pelo 98,39 % brancos, o 0,54 % eram afroamericanos, o 0,4 % eram amerindios, o 0,13 % eram asiáticos, o 0,13 % eram de outras raças e o 0,4 % eram de uma mistura de raças. Do total da população o 0,54 % eram hispanos ou latinos de qualquer raça.